# Demanda máxima

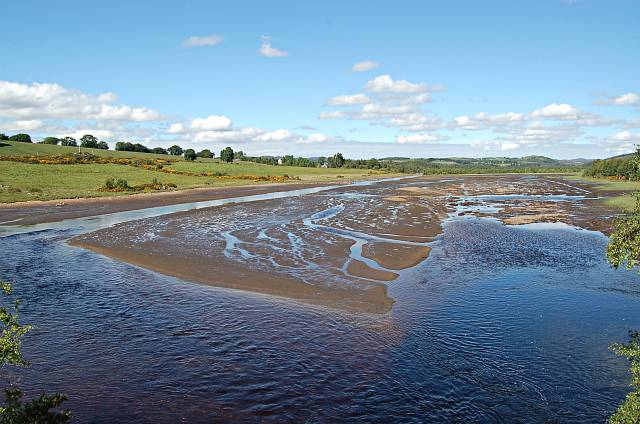
Loch Mhor se utiliza para generar energía hidroeléctrica a demanda máxima o en una emergencia

La demanda máxima o pico de demanda en una red eléctrica es simplemente la demanda de energía eléctrica más alta que se ha producido durante un período de tiempo específico (Gönen 2008). La demanda pico se clasifica típicamente en anual, diaria o estacional.  La demanda máxima, la demanda pico o la carga máxima son términos utilizados en  la gestión de la demanda de energía que  describen un período en el que se espera que se proporcione energía eléctrica durante un período sostenido a un nivel de suministro significativamente superior al promedio. Las fluctuaciones máximas de la demanda pueden ocurrir en los ciclos diarios, mensuales, estacionales y anuales. Para una empresa de servicios eléctricos, el punto real de demanda máxima es un período de media hora u hora que representa el punto más alto de consumo de electricidad de los clientes. En este momento hay una combinación de oficina, demanda doméstica y en algunas épocas del año, la caída de la oscuridad.
Algunas empresas de servicios públicos cobran a los clientes en función de su demanda máxima individual. La mayor demanda durante cada mes o incluso un período de 15 a 30 minutos de uso máximo en el año anterior se puede usar para calcular los cargos.

### Tarifa de demanda
La red eléctrica está construida para hacer frente a la demanda máxima más alta posible, de lo contrario podría producirse un apagón. En Australia, la tarifa de demanda tiene tres componentes: cargo de demanda máxima, cargo de energía y cargo de conexión diaria. Por ejemplo, para clientes grandes (comerciales, industriales o mixtos de comerciales / residenciales), el cargo por demanda máxima se basa en el consumo de electricidad más alto de 30 minutos en un mes; La carga energética se basa en un mes de consumo eléctrico. Este tipo de tarifa de demanda se introduce gradualmente en los hogares residenciales y se implementará en 2020 en Queensland, Australia. Cómo gestionar las facturas de electricidad bajo arancel de demanda puede ser un desafío. Las soluciones clave consisten en mejorar la eficiencia de la construcción y administrar la configuración operativa de los grandes aparatos eléctricos.

### ¿Cuándo se da el pico de demanda eléctrica?
Depende de la demografía, la economía, el clima, el clima, la temporada, el día de la semana y otros factores.  Por ejemplo, en las regiones industrializadas de China o Alemania, las demandas máximas ocurren principalmente durante el día, mientras que el sistema fotovoltaico solar puede ayudar a reducirlo. Sin embargo, en una economía más basada en el servicio, como Australia, las demandas máximas diarias a menudo ocurren en la tarde o en la tarde (p. Ej., De 4 a 8 p. m.). La demanda de electricidad residencial y comercial contribuye mucho a este tipo de demanda pico de la red.

### Fuera del pico
La demanda pico se considera opuesta a las horas de poca actividad cuando la demanda de energía suele ser baja.  Hay tasas de tiempo de uso fuera de las horas pico.  A veces, hay 3 zonas de tiempo de uso: pico, hombro y pico.  El hombro es a menudo el tiempo entre el pico y el pico en los días de semana.  Los fines de semana a menudo son solo pico y pico en términos de gestión de cargas de electricidad para la red. 

### Respuesta

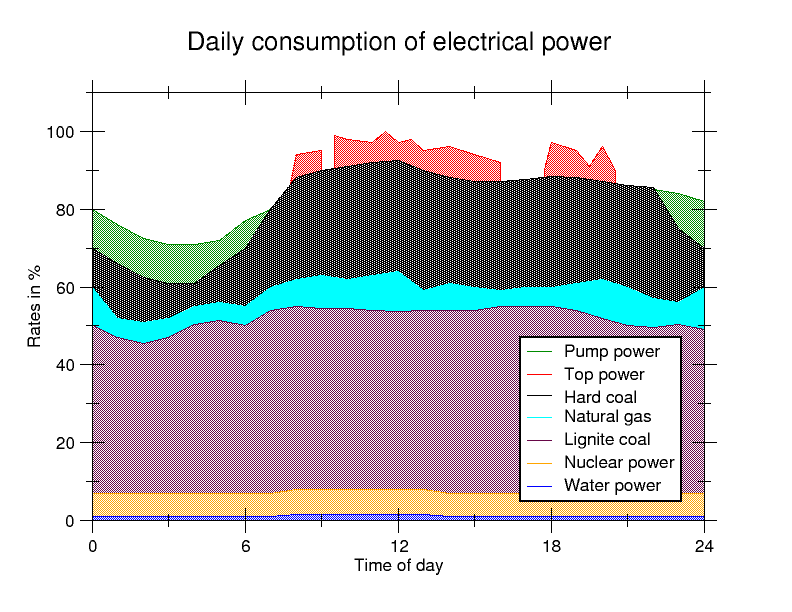
Consumo diario típico de energía eléctrica en Alemania.

La demanda máxima determina el tamaño de los generadores, líneas de transmisión, transformadores y disyuntores para las empresas de servicios públicos, incluso si esa cantidad dura solo una hora por año.     Todos los generadores de energía que funcionan con gas natural deben tener tuberías de tamaño adecuado.  La generación de energía que puede acelerarse rápidamente para alcanzar la demanda máxima a menudo utiliza combustibles más costosos, es menos eficiente y tiene mayores emisiones de carbono marginales.     
La demanda máxima puede exceder los niveles máximos de suministro que puede generar la industria de la energía eléctrica, lo que resulta en cortes de energía y reducción de la carga. Esto ocurre a menudo durante las olas de calor cuando el uso de acondicionadores de aire y ventiladores motorizados eleva significativamente la tasa de consumo de energía. Durante una escasez, las autoridades pueden solicitar al público que reduzca su uso de energía y la cambie a un período no pico. 

### Centrales eléctricas
Las centrales eléctricas que suministran energía a las redes eléctricas para una demanda máxima se denominan plantas de potencia máxima o "picos". Las centrales eléctricas alimentadas con gas natural pueden encenderse rápidamente y, por lo tanto, a menudo se utilizan en los momentos de mayor demanda.  Las presas de almacenamiento por bombeo, como la presa de Carters en el estado de Georgia , en los EE. UU., también ayudan a satisfacer la demanda máxima. 
Las posibilidades de que un parque eólico no pueda satisfacer la demanda máxima son mayores que las de una central eléctrica de combustible fósil, debido a la capacidad de almacenar combustibles líquidos para su uso durante la demanda máxima.